# Амитивил (Њујорк)
Амитивил (енгл. Amityville) град је у америчкој савезној држави Њујорк.

## Демографија
По попису из 2010. године број становника је 9.523, што је 82 (0,9%) становника више него 2000. године.
| Група             | 2000.         | 2010.         |
| Белци             | 7.530 (79,8%) | 7.096 (74,5%) |
| Афроамериканци    | 806 (8,5%)    | 922 (9,7%)    |
| Азијати           | 121 (1,3%)    | 169 (1,8%)    |
| Хиспаноамериканци | 867 (9,2%)    | 1.249 (13,1%) |
| Укупно            | 9.441         | 9.523         |